# Djigui Diarra
Djigui Diarra (ur. 27 lutego 1995 w Bamako) – malijski piłkarz grający na pozycji bramkarza. Od 2021 jest zawodnikiem klubu Young Africans SC].

## Kariera piłkarska
Swoją karierę piłkarską Diarra rozpoczął w klubie Stade Malien. W sezonie 2011/2012 zadebiutował w nim w malijskiej pierwszej lidze. W debiutanckim sezonie został z nim wicemistrzem Mali. Z kolei w sezonach 2012/2013, 2013/2014, 2014/2015, 2015/2016, 2019/2020 i 2021 sześciokrotnie z rzędu został mistrzem kraju. Zdobył też cztery Puchary Mali w latach 2013, 2015, 2018 i 2021. 
W 2021 Diarra przeszedł do tanzańskiego Young Africans SC. W sezonach 2021/2022 i 2022/2023 sięgnął z nim po dwa dublety - mistrzostwo i Puchar Tanzanii.

## Kariera reprezentacyjna
W 2015 roku Diarra był kapitanem reprezentacji Mali U-20, która zajęła 3. miejsce na Mistrzostwach Świata U-20. W reprezentacji Mali zadebiutował 5 lipca 2015 roku w wygranym 3:1 meczu kwalifikacji do Mistrzostw Narodów Afryki 2016 z Gwineą Bissau. W 2017 roku został powołany do kadry na Puchar Narodów Afryki 2017, w 2019 - na Puchar Narodów Afryki 2019, w 2021 - na Puchar Narodów Afryki 2021, a w 2024 - na Puchar Narodów Afryki 2023.